# Carphone Warehouse
Carphone Warehouse est une holding financière qui détient des capitaux pour l'essentiel dans Best Buy Europe Group et dans Virgin Mobile France. Elle est un distributeur indépendant de téléphones mobiles et de services de télécommunications en Europe. Depuis sa création, son concept est fondé sur l'indépendance envers les constructeurs et les intermédiaires, ayant pour but de garantir l'impartialité du conseil.

## Histoire
En mai 2014, Dixons Retail annonce sa fusion avec Carphone Warehouse pour 3,8 milliards de livres.
En mars 2020, Dixons Carphone annonce la suppression de 531 magasins Carphone Warehouse induisant la suppression de près de 2 900 emplois. 1 800 salariés vont être intégrés dans d'autres filiales du groupe.